# Zelenogorsk (Krasnojarsk kraj)
 For alternative betydninger, se Zelenogorsk. (Se også artikler, som begynder med Zelenogorsk)
Zelenogorsk (russisk: Зеленого́рск, tr. Zelenogorsk) er en lukket by i Krasnojarsk kraj i Rusland med 54.279 (2021) indbyggere. Den var tidligere kendt som Krasnojarsk-45 og var involveret i det sovjetiske atomprogram gennem berigning af uran.
Byen ligger på venstre bred af floden Kan, 180 km før sammenløbet med Jenisej i Sibirien.
Som en lukket by gik den under kodenavnet Krasnojarsk-45 helt til den russiske præsident Boris Jeltsin i 1992 erklærede at sådanne byer kunne bruge sine historiske navne. Byen fandtes ikke på nogen officielle kort før da. Som traditionen var med sovjetiske byer, som indeholdte hemmelige anlæg (som for eksempel Oziorsk, kendt som Tjeljabinsk-40, Tomsk-7, og Sarov, kendt som Arzamas-16), så er Krasnojarsk-45 i realiteten et postboksnummer, og implicerer at stedet ligger en vis afstand fra byen Krasnojarsk.